# Sociedade Portuguesa de Entomologia
A Sociedade Portuguesa de Entomologia (SPEN) é uma instituição de pesquisa portuguesa.
Tem como finalidade promover os estudos na área da Entomologia, nomeadamente nos campos da investigação, divulgação e conservação de espécies.
Promove actividades de natureza científica e cultural, bem como a edição de publicações destinadas a estimular e divulgar a pesquisa na sua área, assim como a promoção do intercâmbio de informações entre entomologistas portugueses e sociedades científicas nacionais e estrangeiras.